# Robin Rhode
Robin Rhode (Città del Capo, 1976) è un artista sudafricano che attualmente vive e lavora a Berlino.
Ha studiato Fine Art presso la Technikon Witwatersrand a Johannesburg, in Sudafrica, seguito da un programma post laurea presso la South African School of Motion Picture Medium and Live Performance (AFDA).
Nel settembre 2012 realizza, nell'ambito del programma BMW Art Car, una versione speciale della BMW Z4.

## Premi
- Roy R. Neuberger Exhibition Prize, New York (2014)
- Young Artist Award, A.T. Kearney, Germany (2011)
- Winner, Illy Prize, Art Brussels, Brussels (2007)
- Winner, W South Beach Commission, Art Positions at Art Basel Miami Beach, Miami
- ars viva 05/06 Identität/Identity, Award, Berlin (2005)
- Artist-in-Residence, Walker Art Center, Minneapolis (2003)
- Artist-in-Residence, The Rose Art Museum, Brandeis University, Boston (2003)
- Artist-in-Residence, Karl Hofer Gesellschaft (HDK) Berlin (2001)
- Artist-in-Residence, Gasworks Gallery, London, UK (2001)
- Artist-in-Residence, South African National Gallery, Cape Town, South Africa (2000)*

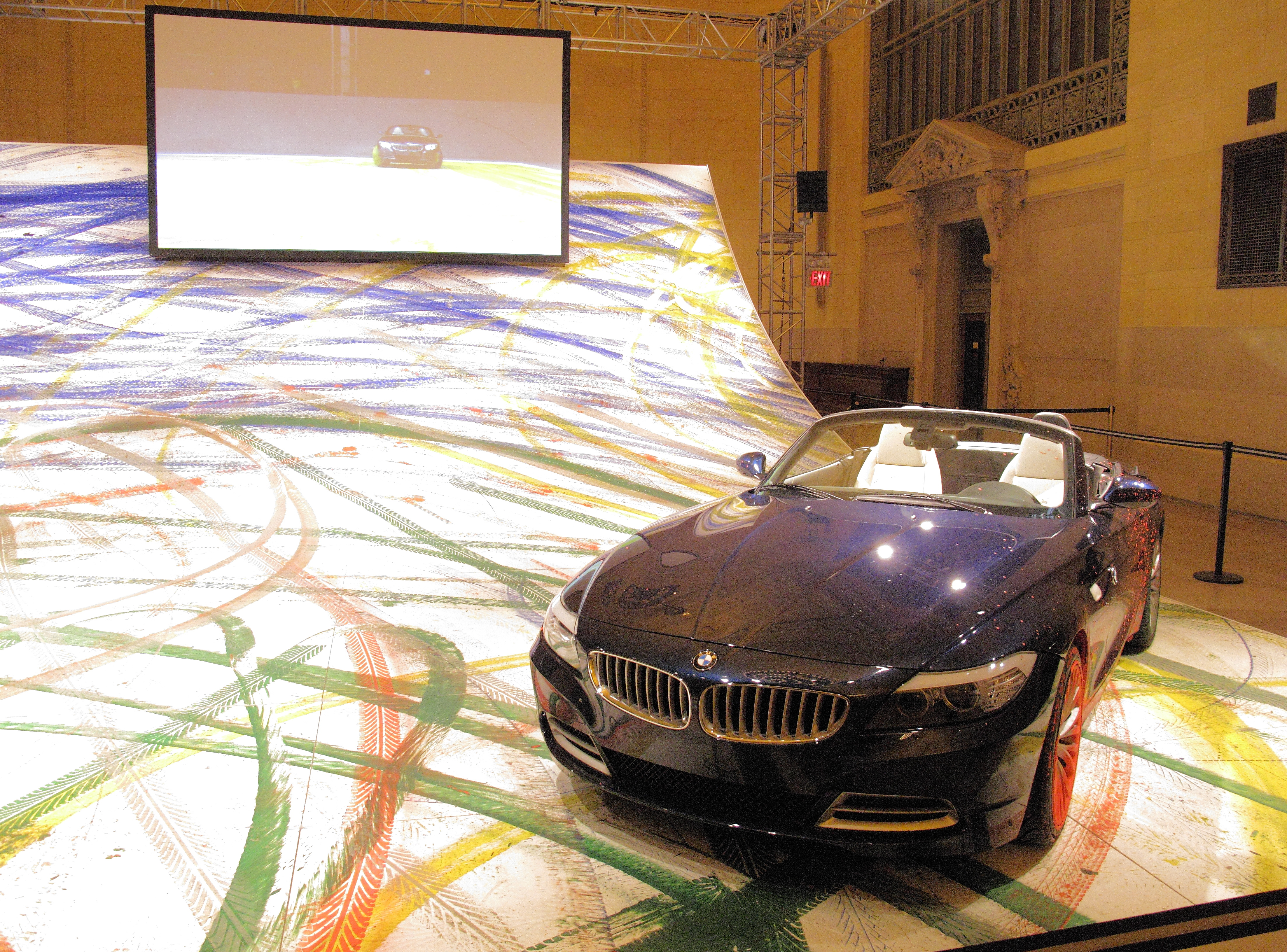
BMW Z4 Art Car